# Corps Cisaria München
Das Corps Cisaria ist eine farbentragende, pflichtschlagende Studentenverbindung in München. Das Corps ist Teil des Münchner Senioren-Convents und des Weinheimer Senioren-Convents. Die Corpsmitglieder werden Cisaren genannt. Als ältestes Weinheimer Corps am Ort hat Cisaria das permanente Präsidium im MWSC, dem Zusammenschluss der Weinheimer Corps innerhalb des MSC, inne.

## Wappen und Couleur
Das Wappen Cisarias besteht aus vier Feldern. Das heraldisch rechte obere Feld zeigt das Stadtwappen von Augsburg auf rotem Grund; die römischen Ziffern geben das Stiftungsdatum wieder. Links oben findet sich Cisarias Zirkel. Im rechten unteren Feld sind zwei gekreuzte Korbschläger über den rot-weiß-grünen Farben abgebildet; die Buchstaben I, V, H sind die Anfangsbuchstaben des Waffenspruchs In virtute honos. Das Feld links unten zeigt Farben und Zirkel des ehemaligen Tochtercorps Normannia im Eichenkranz.
Cisaria führt die Farben krapprot-weiß-grün. Die Farben sind dem Stadtwappen von Augsburg entlehnt. Die Fuchsfarben sind rot-weiß. Die Studentenmütze ist rot.

## Geschichte
Cisaria wurde am 15. März 1851 in Augsburg gestiftet. Als Gründer gilt der Eleve der Polytechnischen Schule Augsburg Karl Ritter von Bernatz, der zu diesem Zeitpunkt (im Alter von 20 Jahren) bereits Alter Herr des Corps Moenania München war. Als Lokal für die Commentunterweisungen diente ein Klassenraum der Volksschule bei St. Anna, in der Vater des Mitstifters Anton Eichleiter als Oberlehrer unterrichtete. Bereits kurz nach der Stiftung überwarf sich Bernatz mit seiner Augsburger Lehranstalt und verlegte in Folge das Corps 1853 nach München. Sowohl die Farben (dem Augsburger Stadtwappen nachempfunden) als auch der Name (nach der heidnischen Schutzgöttin Augsburgs Cisa) weisen auf den Stiftungsort hin.
In München wurde unter Cisarias Führung um 1860 der Allgemeine Polytechnische Verband (PSC) gegründet, der sich erfolgreich für die Gleichstellung der technischen Studiengänge mit den akademischen der Universität einsetzte. Dieser zerbrach nach einigen Jahren jedoch an internen Streitigkeiten. Hierauf entstand der Polytechnische SC, der im Gründungsjahr der Technischen Hochschule München (1868) vier Corps umfasste: Cisaria, Rheno-Palatia, Vitruvia und Germania. Unterschiedliche Mensurauffassungen – Cisaria hatte dabei stets die strengsten – veränderten die Zusammensetzung des PSC bis 1880 achtmal. Um überhaupt noch Mensurpartner zu finden, gründeten 1875 einige Cisaren das Tochtercorps Normannia. Dieses wurde jedoch bereits 1878 als Folge einer Beschwerde durch den Lehrkörper der TH per Direktionsverweis zwangsaufgelöst. Die Betroffenen wurden wieder ins Muttercorps aufgenommen, Cisaria nahm als Erinnerung die Farben Normannias in ihr Wappen auf. Name und Farben des ehemaligen Tochtercorps werden heute von der (nichtschlagenden) Schülerverbindung SV Normannia geführt, die auf dem Cisarenhaus seit ihrer Gründung Gastfreundschaft genießt.
1912 trat Cisaria mit den anderen Corps des Polytechnischen SC in den Weinheimer Senioren-Convent und wurde somit ältestes Weinheimer Corps vor Ort. Trotz des Ersten Weltkrieges und politischer Wirren erlebte Cisaria in der Weimarer Republik eine neue Blütezeit und konnte bis zu deren Ende ununterbrochen weiterbestehen. In der Zeit des Nationalsozialismus zeigte sich bald, dass die Gleichschaltung die Corps nicht ausnehmen würde, was vielfach bedeutet hätte, mit zentralen Traditionen der Corps zu brechen (z. B. die Ersetzung des Conventsprinzips durch das Führerprinzip). Der Nationalsozialistische Deutsche Studentenbund beanspruchte die Alleinvertretung der deutschen Studentenschaft und war bestrebt, die Korporationshäuser in sein Eigentum zu überführen. Wie die allermeisten Verbindungen 1935 suspendiert, bemühte Cisaria sich als Kameradschaft Graf Spee eine gewisse Eigenständigkeit zu bewahren. Den damaligen aktiven Studenten der Kameradschaft gelang es, Mitglieder des NS-Studentenbundes von ihrer Gemeinschaft fernzuhalten, u. a. durch die (nicht ungefährliche) Verweisung eines als Spitzel erkannten Studenten vom Corpshaus.
Mit Unterstützung von Cisarias (ehemaliger) Altherrenschaft wurde insgeheim die Rückkehr zur alten Tradition angestrebt, zumal sich ein Ende des NS-Staats abzeichnete. Cisaren und Münchner Schwaben machten ihre Corps heimlich wieder auf und gründeten am 20. November 1944 trotz des weiterbestehenden Verbots den Münchner Senioren-Convent, der – einzigartig in Deutschland – alle Weinheimer und Kösener Corps in München vereint.
Cisaria trat nach Kriegsende zunächst als „akademische Vereinigung Cisa“ auf, zwei Jahre später wurde jedoch der alte Name wieder angenommen. Mit tatkräftiger Unterstützung von sechs freiwillig reaktivierten Alten Herren erfolgte im Jahre 1949 die Restitution des aktiven Corps Cisaria, das seitdem ununterbrochen weiterbesteht.

## Corpshaus

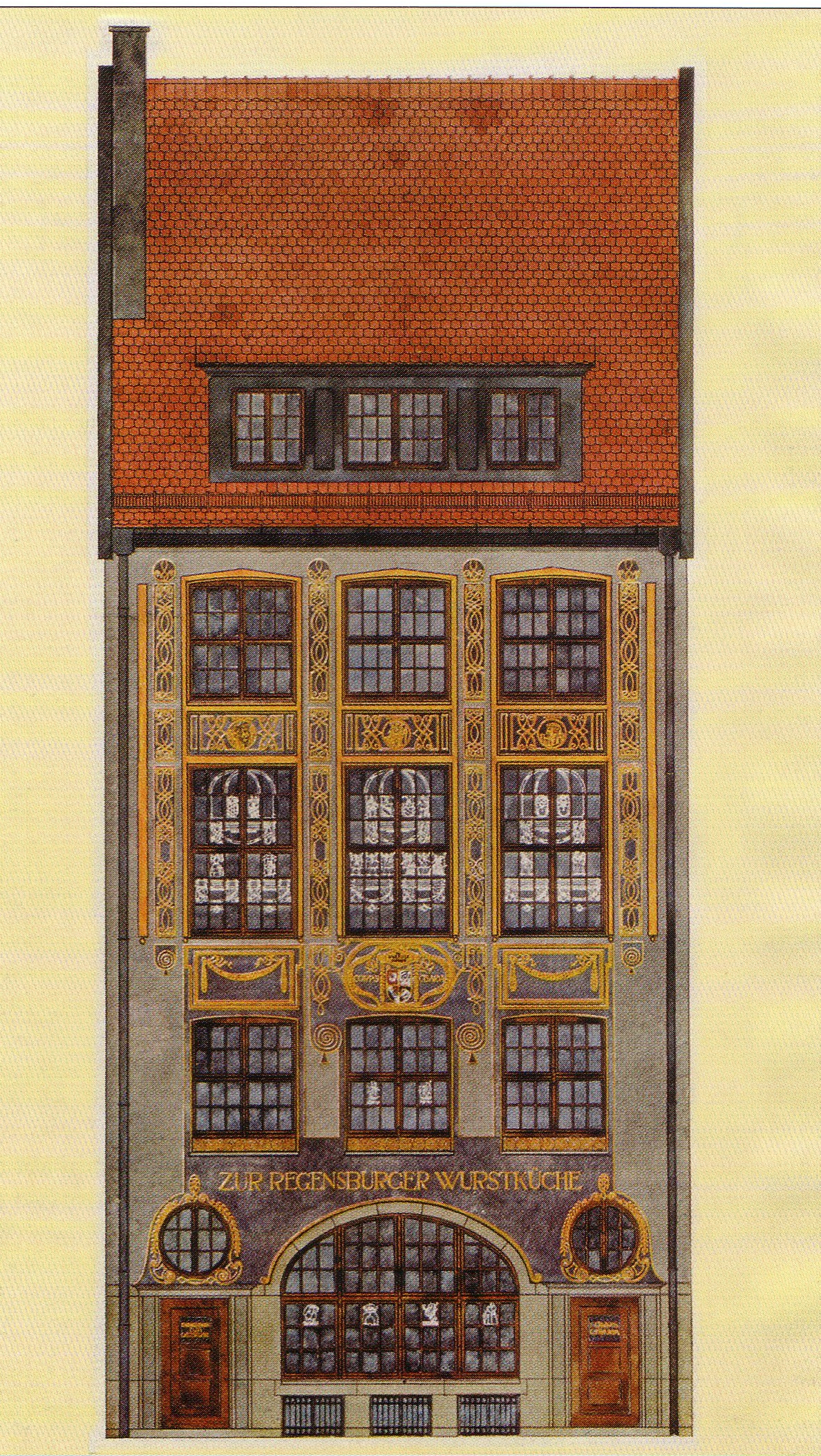
Cisarenhaus, Münzstr. 8 (1910)

Im Jahre 1909 bezog Cisaria erstmals ein eigenes Corpshaus in der Münzstraße 8, schräg gegenüber dem Hofbräuhaus am Platzl, in dessen Umgebung sich bereits eine Reihe von Corps und anderen Verbindungen niedergelassen hatten. Für die Pläne zeichnete der städtische Baurat Richard Schachner verantwortlich. Das Haus beherbergte im Erdgeschoss die Gaststube der Regensburger Wurstküche, ein Gasthaus, das sich zuvor schon an gleicher Stelle befunden hatte. Im ersten Obergeschoß waren vermietete Gesellschaftsräume untergebracht, im zweiten und dritten Stockwerk Kneipe und Gesellschaftsräume der Cisaria. Das Dachgeschoss war für die Wohnung des Wirts und einen Fechtboden ausgebaut. Im Keller befanden sich die Wirtschaftsküche mit Nebenräumen und eine Kegelbahn. Der bayerische Künstler Paul Neu entwarf die farbigen Glasfenster im Festsaal, die studentische Motive darstellen und noch heute zu besichtigen sind. Das Corpshaus wurde bei den Luftangriffen auf München zerstört, in der Nachkriegszeit aber in veränderter Form wieder aufgebaut. 1959 – 50 Jahre nach der Einweihung – konnte es wieder bezogen werden. 1996 wurde es renoviert und umgestaltet. Die Corpsschwestern stifteten das Deckengemälde im Festsaal; ausgeführt wurde es vom Berliner Maler Peter Schubert.

## Bekannte Mitglieder
In alphabetischer Reihenfolge
- Alfred Ammelburg (1864–1939), Chemiker, Vorstandsmitglied der I.G. Farben
- Karl von Brug (1855–1923), General und Begründer der Luftfahrt in Bayern
- Heinrich von Buz (1833–1918), Industrieller und Techniker
- Karl Diehl (1907–2008), Unternehmer
- Peter Hauser (1943–2025), Rechtsanwalt und Studentenhistoriker in Winterthur
- Otto Haxel (1909–1998), Kernphysiker; unterzeichnete die Erklärung der Göttinger Achtzehn
- Roland Lacher (* 1942), Ingenieur und Unternehmer
- Gottlieb Matthias Lippart (1866–1930), Maschinenbauingenieur, Technischer Vorstand, später Aufsichtsratsmitglied der MAN
- Walter Lippart (1899–1962), Maschinenbauer, Industrieller
- Rudolf Nebel (1894–1978), Raketenkonstrukteur
- Franz Pollmann (1879 – nach 1931), Generaldirektor der AG für Licht- und Kraftversorgung in München
- Simon Theodor Rauecker (1854–1940), Architekt, Kunstmaler und Mosaikkünstler
- Otto Rouenhoff (1928–2011), Zahnarzt
- Richard Schachner (1873–1936), Architekt, Professor und Rektor der TH München
- Herbert Scherer (1929–2018), 1952/53 erster Nachkriegsvorortsprecher des WSC, Verfechter des Deutschen Senioren-Convents, 2004 Austritt aus dem Corps